# Fuensanta Martín Quero
Fuensanta Martín Quero (Coín, Málaga, 6 de enero de 1963) es una poeta, narradora y crítica literaria española. Su obra se caracteriza por una doble vertiente humanista e intimista, con uso de diversas formas métricas que van desde el verso clásico al libre.

## Biografía

### Inicios
Comenzó a escribir poesía en su adolescencia. Sus primeros textos aparecen recogidos en el poemario Hojas de calendario (2000) y en la antología posterior Interludio: Poesía escogida. En 2001 se incorporó a la Asociación de Mujeres por la Literatura y las Artes (ALAS), organización dedicada a promover la creación literaria y artística femenina en Málaga.

### Trayectoria literaria
En el año 2002 publicó la plaquette Parajes del silencioen el número 3 de la Colección de Poesía Wallada (promovida por ALAS), que se editó en la imprenta Sur, emblemática en la cultura malagueña. Esa edición constituyó la última o de las últimas publicaciones de la imprenta antes de su recuperación por el Centro Cultural Generación del 27 de la Diputación de Málaga tras su adquisición por esta.
Durante los años 2002 y 2003 escribió Un lugar para la Nada, poemario que quedó inédito hasta incluir parte del mismo en la antología individual publicada mucho tiempo después, titulada Interludio. Poesía escogida (Editorial Vértice, 2011). En los años sucesivos sus poemas y algunos relatos se incluyeron de forma continuada en libros colectivos y antológicos.En 2007 su poemario La esencia halladavio la luz en Internet a través del editor digital Íttakus, Sociedad para la Información S.L., siendo el primer libro individual publicado. Paralelamente, durante esos años y los posteriores, participó en numerosos actos literarios.Desde el año 2010 en adelante comenzó a publicar artículos de diversa índole (ensayísticos y de opinión) y críticas literarias en revistas digitales y en papel, así como en webs, además de formar parte del contenido de su blog personal.
El año 2011 la Editorial Vértice le editó su libro Interludio: Poesía escogida,que constituye una selección antológica individual de su obra poética escrita hasta ese momento, publicada o inédita. Desde entonces han continuado sus publicaciones individuales y colectivas, tanto en poesía como en prosa.
En 2013 entró a formar parte de la Asociación Internacional Humanismo Solidario, de la que actualmente es vocal de la Junta Directiva.Asociación que, a través del pensamiento y la palabra, defiende el compromiso y comportamiento éticos, los Derechos Humanos y la fraternidad universal, y que anualmente otorga el Premio Internacional «Erasmo de Rotterdam».
Previamente se integró como socia en la Asociación Colegial de Escritores de España, Sección Autónoma de Andalucía. Asimismo forma parte del Grupo Málaga y del Grupo ALAS, y es miembro del equipo redactor de la revista Sur. Revista de Literatura,fundada por el poeta y escritor Antonio García Velasco y editada por el Grupo Málaga.
Su poema «Crisálida» fue musicado por Juan Alberto Gómez e interpretado por Jéssica Prados dentro del proyecto Dar Tika: poesía y música solidarias,realizado por la Asociación Intl. Humanismo Solidario y por la ONG Aid Children of the World en beneficio de la casa de acogida Dar Tika, de Tánger.
Participó en el comité de organización del Congreso «La poesía de Vicente Aleixandre 40 años después del Nobel», celebrado en Málaga en 2017, promovido por la Asociación Colegial de Escritores de España y la Asociación Andaluza de Escritores y Críticos Literarios (AAEC). Y en el año 2023 fue miembro del comité de organización del Congreso «Cincuenta Años de Poesía en Andalucía (1970-2022). Una Nueva Mirada»,celebrado en la misma ciudad en dicho año, por iniciativa y realización de la Asociación Colegial de Escritores de España-Sección Autónoma de Andalucía, con la colaboración de la AAEC.
Ha sido incluida en la Biblioteca de Escritores Andaluces,creada por ACE-Andalucía. Su obra ha sido traducida al alemán.

## Obra

### Poesía
- Parajes del silencio (Colección Wallada n°3, ALAS, 2002)
- La esencia hallada (Íttakus, 2007)
- Lugares y figuras (Colección Wallada n°7, ALAS, 2007)
- Interludio: Poesía escogida (Editorial Vértice, 2011)
- Casas de cal (CELYA, 2014)[23]
- Las esquinas (CELYA, 2014)
- Latidos (Colección Wallada n°9, ALAS, 2015)
- Poemas de la oficina en el siglo XXI (Círculo Rojo, 2019)[1][24]
- La palabra que llega (ExLibric, 2020)
- De nuevo octubre (Ediciones Carena, 2023)

### Ensayo y crítica literaria
Destacan sus estudios sobre:
- Gloria Fuertes: «El corazón de la Tierra» (2020)[25]
- Carmen Conde: análisis de su discurso feminista (2021)[26]
- María Zambrano: significación poética (2024)[27]

## Reconocimientos
- Incluida en el Catálogo de Mujeres en el Arte (Ayuntamiento de Málaga, 2015)
- Medalla de Oro de las Letras ACAMAL (2019)